# Corynascella
Corynascella — рід грибів родини Chaetomiaceae. Назва вперше опублікована 1975 року.

## Види
База даних Species Fungorum станом на 20.10.2019 налічує 3 види роду Corynascella:
- Corynascella arabica Guarro, Al-Saadoon, Gené & Abdullah, 1997
- Corynascella humicola Arx & Hodges, 1975
- Corynascella inquinata Udagawa & S.Ueda, 1979